# Oecetis selene
Oecetis selene är en nattsländeart som beskrevs av G. Marlier 1965. Oecetis selene ingår i släktet Oecetis och familjen långhornssländor. Inga underarter finns listade i Catalogue of Life.